# Paper Doll (песня P.M. Dawn)
«Paper Doll» (с англ. — «Бумажная кукла») — песня американской хип-хоп-группы P.M. Dawn, выпущенная в октябре 1991 года в качестве третьего сингла их дебютного альбома Of the Heart, of the Soul and of the Cross: The Utopian Experience (1991).

## История
В интервью журналу Bomb Принс Бе (Attrell Cordes) сказал,
«Paper Doll» — это, по сути, песня о единстве. Я использовал бумажных кукол, чтобы показать, какими, по моему мнению, мы должны быть… как маленькие вырезанные фигурки, которые все время держатся за руки"
В песне использованы элементы «Ashley’s Roachclip» группы The Soul Searchers и «Angola, Louisiana» Гила Скотт-Херона и Брайана Джексона. Она открывается строкой: «Представьте себя звеном на цепи, цепь обвита вокруг чьего-то разума / Если вы оторвётесь, тогда все начнёт меняться. И тогда ты понимаешь, что времени нет». Алекс Ремингтон из The Huffington Post привёл эту строчку как пример того, что тексты Принса Бе «более плотные семантически, чем слоговые». В песне Принс Бе также говорит: «Представь себя облаком в небе» и просит аудиторию подумать, «каково это — быть бумажной куклой», называя своё окружение «реальным миром без кавычек».

## Отзывы
Саймон Рейнольдс из Melody Maker прокомментировал: «Одна из самых прекрасных композиций самого чистого и просто великолепного альбома года, „Paper Doll“ наполнена пронзительным гармоничным вокалом, как соловьи под влиянием джаза. Тексты песен безумны, они находятся в опасной близости к территории Фотерингтона-Томаса- Goes-New-Age, когда затрагивается тема „мыслящих облаков“, и все же, и все же, P.M. Dawn слишком фанки (в мягком, зефирном смысле), чтобы быть абсурдными. Скорее, они принадлежат к почётному континууму чёрных поп-мистиков/космических курсантов, от Хендрикса через Earth, Wind & Fire до Принса и Massive Attack». Эндрю Коллинз из New Musical Express назвал эту песню синглом недели. Скотт Поулсон-Брайант написал в The New York Times о песне: «Эти чувства могли бы показаться жеманными, если бы Принс Бе не сообщил о них с такой язвительной убеждённостью. И если слова вас не тронут, то грув — точно». Джонатан Бернштейн, написавший для Spin Alternative Record Guide, заявил: «Хотя в своих самых вдохновляющих мелодиях „Paper Doll“ — это ещё один свободный аксессуар для тёплой погоды».

## Чарты

### Еженедельные чарты
| Чарт (1992)                     | Высшая позиция |
| ------------------------------- | -------------- |
| Австралия (ARIA)                | 61             |
| Бельгия/Фландрия (Ultratop 50)  | 43             |
| Канада (RPM Top Singles)        | 31             |
| Франция (SNEP)                  | 45             |
| Германия (GfK)                  | 42             |
| Нидерланды (Single Top 100)     | 60             |
| Швейцария (Schweizer Hitparade) | 33             |
| Великобритания (OCC UK Singles) | 49             |
| США (Billboard Hot 100)         | 28             |